# Pyrosilicate de sodium
Ne doit pas être confondu avec Silicate de sodium ou Orthosilicate de sodium.
Le pyrosilicate de sodium est un composé chimique de formule Na6Si2O7. Ce silicate est formellement un sel de sodium et d'acide pyrosilicique H6Si2O7.
Le solide anhydre présente une structure cristalline du système triclinique avec le groupe d'espace P1 (no 2) et les paramètres cristallins a = 580,07(8) pm, b = 1 158,11(15) pm, c = 2 315,7(3) pm, les angles α = 89.709(10)°, β = 88.915(11)°, γ = 89.004(11)°, et le volume V = 1,555 1(4) nm3. Le maille élémentaire compte Z = 8 atomes, et la masse volumique du matériau vaut 2,615 g/cm3. Les anions pyrosilicate Si2O76− sont distribués en couches parallèles au plan (100) tandis que les cations de sodium Na+ sont distribués sur 24 positions cristallographiques distinctes avec une coordinence de 4 à 6 près des atomes d'oxygène. Certains des atomes de sodium tétracoordonnés peuvent être interprétés comme des colonnes parallèles de tétraèdres NaO4 partageant des arêtes communes. Cette distribution en colonne forme des tunnels dans lesquels prennent place les cations de sodium restants.